# Group (Unix)
Il file di testo /etc/group funziona in maniera simile a /etc/passwd, questo però si occupa di memorizzare le appartenenze di un utente a uno o più gruppi.
/etc/shadow e /etc/gshadow sono fondamentalmente equivalenti, solo che quest'ultimo si occupa di crittografare le password dei gruppi
Ogni riga descrive un gruppo del sistema, ed è composta da più campi separati dal delimitatore ":" (due punti). 
```
 sambashare:x:120:linux,Mario,Giovanni
 winbindd_priv:x:121:
 timidity:x:122:
```

1. Il nome del gruppo ( es sambashare)
2. La password viene indicata con una x, oppure un asterisco(*) per indicare che non è possibile effettuare direttamente il login con quell'utente (ma occorre prima autenticarsi con un altro utente, e poi impersonare quell'utente tramite i comandi su o sudo). Questo indica la presenza del file /etc/gshadow. (es x)
3. Il numero GID
4. Nome degli utenti appartenenti al gruppo divisi da "," (virgola) ( es linux, Mario, Giovanni)[1]

Il file /etc/group, come il file /etc/gshadow, sono file di testo, e quindi possono essere aperti con un editor di testo, come ad esempio Vi, Emacs, Gedit, Kate o Notepad.
Con il comando newgrp permette di accedere a un gruppo di cui non si fa parte a patto di avere una passwd. Nel caso il gruppo non avesse una passwd non è possibile utilizzare newgrp

## Comandi collegati
- passwd
- newgrp
- shadows